# Partito Democratico Socialista
Il Partito Democratico Socialista (in giapponese: 民主社会党, Minshu Shakai-tō) fu un partito politico giapponese di orientamento socialdemocratico operativo dal 1960 al 1994.
Fu fondato dalla componente moderata del Partito Socialista Giapponese, segnatamente da quella che, fino al 1955, si era raccolta nel Partito della Destra Socialista.
Nel 1994 si fuse con Shinseitō, Kōmeitō e Nihon Shintō dando vita ad un nuovo soggetto politico, Shinshintō.

## Risultati
| Elezione          | Voti      | %    | Seggi    |
| ----------------- | --------- | ---- | -------- |
| Parlamentari 1960 | 3.464.148 | 8,77 | 17 / 467 |
| Parlamentari 1963 | 3.023.302 | 7,37 | 23 / 467 |
| Parlamentari 1967 | 3.404.464 | 7,40 | 30 / 486 |
| Parlamentari 1969 | 3.636.591 | 7,74 | 31 / 486 |
| Parlamentari 1972 | 3.660.953 | 6,98 | 19 / 491 |
| Parlamentari 1976 | 3.554.076 | 6,28 | 29 / 511 |
| Parlamentari 1979 | 3.663.692 | 6,78 | 35 / 511 |
| Parlamentari 1980 | 3.896.728 | 6,60 | 32 / 511 |
| Parlamentari 1983 | 4.129.908 | 7,27 | 38 / 511 |
| Parlamentari 1986 | 3.895.858 | 6,44 | 26 / 512 |
| Parlamentari 1990 | 3.178.949 | 4,84 | 14 / 512 |
| Parlamentari 1993 | 2.205.683 | 3,51 | 15 / 511 |